# قبار أملد
قبار أملد (الاسم العلمي:Capparis sarmentosa) هو نوع من النباتات يتبع جنس القبار من الفصيلة القبارية.